# Dance/Electronic Albums

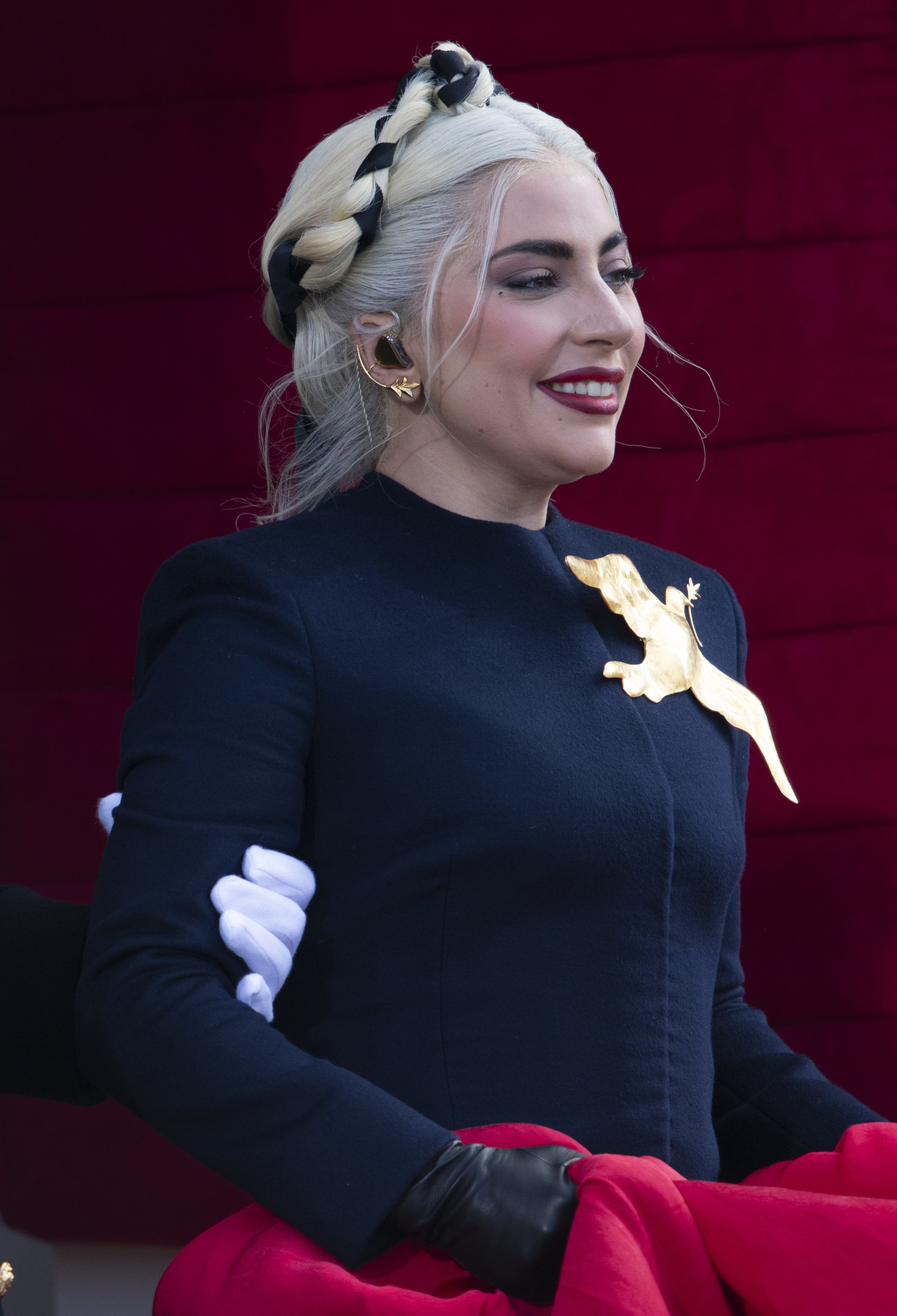
Lady Gaga és a The Fame című albuma 193 hetével az első helyen a lista rekordere, valamint összesen 574 hetével a listán szintén csúcstartó.

A Top Dance/Electronic Albums, Dance/Electronic Albums (korábban Top Electronic Albums) egy amerikai slágerlista, melyet a Billboard magazin tesz közzé hetente. A Nielsen SoundScan által begyűjtött eladások alapján rangsorolja az Egyesült Államok legkelendőbb elektronikus zenei albumait. A lista a 2001. június 30-án kiadott számban debütált Top Electronic Albums címmel, az első listavezető album a Lara Croft: Tomb Raider című film filmzenéje volt. Eredetileg tizenöt pozíciós slágerlistaként indult, azóta huszonöt pozícióra bővült.
A Top Electronic Albums listán olyan előadók albumai szerepelnek, akik az elektronikus zenei műfajok (house, techno, IDM, trance stb.) egyikében alkotnak, valamint a pop-orientált dance és az elektronikus felé hajló hiphop területén mozognak. Szintén szerepelhetnek a listán remixalbumok egyébként nem elektronikus alapú előadóktól, valamint DJ-k által készített válogatáslemezek, illetve filmzenei albumok, melyeken leginkább az elektronikus vagy dance zene uralkodik.

## Előadó mérföldkövek

### A legtöbb listavezető album
| Albumok | Előadó                       | Forrás      |
| ------- | ---------------------------- | ----------- |
| 8       | Lady Gaga                    | [ 4 ] [ 2 ] |
| 7       | Louie DeVito                 | [ 5 ]       |
| 6       | Daft Punk                    | [ 6 ]       |
| 6       | The Chainsmokers             | [ 7 ]       |
| 4       | Aphex Twin (egy "AFX" néven) | [ 8 ]       |
| 4       | M.I.A.                       | [ 9 ]       |
| 4       | Lindsey Stirling             | [ 10 ]      |
| 4       | Pet Shop Boys                | [ 11 ]      |
| 4       | Marshmello                   | [ 12 ]      |
| 4       | FKA Twigs                    | [ 13 ]      |

### A legtöbb kumulatív hét az első helyen
| Hetek | Előadó           | Forrás |
| ----- | ---------------- | ------ |
| 263   | Lady Gaga        | [ 2 ]  |
| 91    | The Chainsmokers | [ 7 ]  |
| 57    | Beyoncé          | [ 14 ] |
| 47    | Gnarls Barkley   | [ 15 ] |
| 38    | Daft Punk        | [ 6 ]  |
| 38    | Charli XCX       | [ 16 ] |
| 35    | Gorillaz         | [ 17 ] |
| 32    | Louie DeVito     |        |
| 29    | Lindsey Stirling | [ 10 ] |
| 23    | Calvin Harris    | [ 18 ] |
| 23    | Marshmello       | [ 12 ] |

### A legtöbb kiadvány a listán
| Kiadványok | Előadó           | Forrás |
| ---------- | ---------------- | ------ |
| 33         | Armin van Buuren | [ 19 ] |
| 23         | Tiësto           | [ 20 ] |
| 19         | Louie DeVito     | [ 5 ]  |
| 18         | The Happy Boys   |        |
| 17         | Pet Shop Boys    | [ 11 ] |
| 16         | Moby             | [ 21 ] |
| 16         | Bassnectar       | [ 22 ] |
| 13         | Bad Boy Joe      |        |
| 13         | David Waxman     | [ 23 ] |
| 12         | Johnny Vicious   |        |

## Album mérföldkövek

### A legtöbb hét az első helyen
| Hetek | Album                            | Előadó             | Év(ek)  | Forrás |
| ----- | -------------------------------- | ------------------ | ------- | ------ |
| 193   | The Fame                         | Lady Gaga          | 2008–24 | [ 2 ]  |
| 57    | Renaissance                      | Beyoncé            | 2022–24 | [ 14 ] |
| 46    | Memories...Do Not Open           | The Chainsmokers   | 2017–18 | [ 7 ]  |
| 39    | St. Elsewhere                    | Gnarls Barkley     | 2006–07 | [ 15 ] |
| 38    | Brat                             | Charli XCX         | 2024–25 | [ 16 ] |
| 36    | Chromatica                       | Lady Gaga          | 2020–21 | [ 2 ]  |
| 34    | Demon Days                       | Gorillaz           | 2005–06 | [ 17 ] |
| 22    | Random Access Memories           | Daft Punk          | 2013–23 | [ 6 ]  |
| 20    | Marshmello Fortnite Extended Set | Marshmello         | 2019    | [ 12 ] |
| 20    | Honestly, Nevermind              | Drake              | 2022    | [ 24 ] |
| 19    | Shatter Me                       | Lindsey Stirling   | 2014–15 | [ 10 ] |
| 19    | Sorry for Party Rocking          | LMFAO              | 2011–12 | [ 25 ] |
| 19    | Born This Way                    | Lady Gaga          | 2011    | [ 2 ]  |
| 19    | Kala                             | M.I.A.             | 2007–08 | [ 9 ]  |
| 19    | Give Up                          | The Postal Service | 2004–05 |        |

### A legtöbb hét a listán
| Hetek | Album                  | Előadó           | Forrás |
| ----- | ---------------------- | ---------------- | ------ |
| 574   | The Fame               | Lady Gaga        | [ 2 ]  |
| 529   | Nothing but the Beat   | David Guetta     | [ 26 ] |
| 526   | Demon Days             | Gorillaz         | [ 17 ] |
| 487   | Random Access Memories | Daft Punk        | [ 6 ]  |
| 438   | Born This Way          | Lady Gaga        | [ 2 ]  |
| 436   | Collage (EP)           | The Chainsmokers | [ 7 ]  |
| 432   | True                   | Avicii           | [ 27 ] |
| 413   | Memories...Do Not Open | The Chainsmokers | [ 7 ]  |
| 388   | Motion                 | Calvin Harris    | [ 18 ] |
| 370   | Discovery              | Daft Punk        | [ 6 ]  |

## Év végi összesített listavezető albumok
A Billboard Top Dance/Electronic Albums Year-End lista első helyezett albumainak listája.
- 2001: Pulse ― Various Artists
- 2002: 18 ― Moby
- 2003: N.Y.C. Underground Party 5 ― Louie DeVito
- 2004: Fired Up! ― Various Artists
- 2005: Demon Days ― Gorillaz
- 2006: Confessions on a Dance Floor ― Madonna
- 2007: St. Elsewhere ― Gnarls Barkley
- 2008: Kala ― M.I.A.
- 2009: The Fame ― Lady Gaga
- 2010: The Fame ― Lady Gaga
- 2011: Born This Way ― Lady Gaga
- 2012: Sorry for Party Rocking ― LMFAO
- 2013: Random Access Memories ― Daft Punk
- 2014: Artpop ― Lady Gaga
- 2015: Listen ― David Guetta
- 2016: Now That's What I Call a Workout 2016 ― Various Artists
- 2017: Memories...Do Not Open ― The Chainsmokers
- 2018: Memories...Do Not Open ― The Chainsmokers
- 2019: Marshmello Fortnite Extended Set ― Marshmello
- 2020: Chromatica ― Lady Gaga
- 2021: The Fame ― Lady Gaga
- 2022: Honestly, Nevermind ― Drake
- 2023: Renaissance – Beyoncé
- 2024: Brat – Charli XCX

## Külső linkek
- Aktuális Dance/Electronic Albums lista